# جنبش ملی اسلامی افغانستان
جنبش ملی اسلامی افغانستان یک حزب سیاسی در افغانستان است که در سال ۱۳۷۱ به رهبری عبدالرشید دوستم تأسیس شد. این سازمان سیاسی-نظامی که معمولاً در افغانستان به‌طور خلاصه جنبش خوانده می‌شود، بیشتر از اوزبیک‌ها و ترکمن‌های شمال افغانستان تشکیل شده و سال‌ها بخش‌های بزرگی از شمال افغانستان به مرکزیت مزار شریف را در کنترل خود داشت.
نیروهای جنبش در بهار ۱۳۷۱ مزار شریف را به تصرف درآورده و کمی بعد همراه با دیگر گروه‌های مجاهدین وارد کابل شده، حکومت دکتر نجیب‌الله را سرنگون کردند و فرودگاه کابل را به تصرف خود درآوردند. پس از آن گروه‌های نظامی مختلف مجاهدین هر یک گوشه‌ای از شهر کابل را اشغال کرده بودند و به جنگ با یکدیگر مشغول شدند. جنبش ملی اسلامی ابتدا متحد جمعیت اسلامی افغانستان (به رهبری برهان‌الدین ربانی و احمدشاه مسعود) بود اما کمی بعد از آن‌ها جدا شده و مدتی هم با حزب اسلامی گلبدین حکمتیار متحد شد اما در نهایت هر دو گروه از حزب جنبش ملی اسلامی افغانستان روی گردانیدند زیرا مخالف این بودند که ازبکان در افغانستان به قدرت برسند. نیروهای جنبش در زمستان ۱۳۷۱ در جنگ با نیروهای جمعیت اسلامی مواضع خود در کابل را از دست دادند اما با تصرف مزار شریف بخش‌های بزرگی از شمال افغانستان را به کنترل خود درآوردند. جنبش ملی تا تابستان سال ۱۳۷۷ مزار شریف را در کنترل خود داشت تا اینکه نیروهای طالبان موفق به تصرف آن شدند.
جنبش ملی به رهبری دوستم پس از این شکست به ائتلاف شمال به رهبری احمدشاه مسعود برای مقابله با طالبان پیوسته و دوباره با جمعیت اسلامی افغانستان متحد شدند. جنبشی‌ها از نیرومندترین گروه‌های ائتلاف شمال محسوب می‌شدند و در سرنگونی طالبان در سال ۲۰۰۱ نقش مؤثری داشتند.